# Jadwiga Mackiewicz
Jadwiga Mackiewicz (ur. 2 lipca 1930 w Warszawie) – pedagożka, popularyzatorka muzyki, występująca przed dziecięcą widownią jako „Ciocia Jadzia”. Odznaczona Orderem Uśmiechu.
W roku 1949 ukończyła Liceum pedagogiczne im. Elizy Orzeszkowej w Warszawie i rozpoczęła naukę gry na fortepianie i skrzypcach (do roku 1953). Od roku 1950 studiowała Wydziale Filologii polskiej Uniwersytetu Warszawskiego. W latach 1953–1958 uczyła się rytmiki w Państwowej Średniej Szkole Muzycznej nr 1 w Warszawie, kontynuowała studia 1959–1963 w Państwowej Wyższej Szkole Muzycznej w Warszawie u prof. Stefana Śledzińskiego, zakończone dyplomem w sekcji teorii muzyki na Wydziale Teorii, Kompozycji i Dyrygentury.
W latach 1982–2007 uczyła historii muzyki w Państwowej Szkole Muzycznej II stopnia im. J. Elsnera oraz w Liceum Muzycznym im. Zenona Brzewskiego w Warszawie.
W roku 1955 rozpoczęła prowadzenie koncertów dla dzieci z Filharmonią Narodową. Prowadziła koncerty dla dzieci także w latach 1960–1963 z Filharmonia Pomorską w Bydgoszczy i w latach 1977–1984 z Filharmonią Krakowską.
Prowadziła też audycje muzyczne dla dzieci w Polskim Radiu do roku 1981, kiedy to w czasie stanu wojennego została zwolniona z pracy.

## Nagrody i odznaczenia
- 1975 – Medal Komisji Edukacji Narodowej
- 1984 – Order Uśmiechu
- 1985 – Krzyż Kawalerski Orderu Odrodzenia Polski
- 2001 – Krzyż Oficerski Orderu Odrodzenia Polski[1]
- 2006 – Srebrny Medal „Zasłużony Kulturze Gloria Artis”[2]
- 2009 – Nagroda im. Cypriana Kamila Norwida[3]
- 2022 – Koryfeusz Muzyki Polskiej – nagroda honorowa[4]